# Сензарська мова
Сензарська мова — гіпотетична найдавніша мова на Землі, від якої походять всі інші мови. Термін і вчення про сензарську мову використовуються у теософських містичних течіях, зокрема у працях Олени Блаватської.
У своїй книзі «Таємна доктрина» Блаватська переконує, що сензарською мовою написана священна книга Дзян, що зберігається у таємному монастирі у Тибеті:
|  | Перекази свідчать, що книга ця була записана Сензарською мовою - таємною священною мовою - зі слів Божественних Істот, що продиктували її Синам Світла в Центральній Азії, при самому початку нашої П'ятої Раси; бо був час, коли мова (Сензар) була відома Посвяченим кожного народу, коли прабатьки Тольтеків так само легко розуміли її, як і жителі загиблої Атлантиди, в свою чергу, наслідувала його від мудреців Третьої Раси, Мануші, які вивчали її безпосередньо від Дев Другої і Першої Раси. |

Ідея про сензарську мову зустрічається у творах Миколи та Олени Реріхів. Згідно з теософським вченням колись сензарська мова була поширена по всьому світі. Єдина мова, яка була до розрізнення мов у Вавилоні, що згадується у Біблії, на думку теософів, могла бути сензарською.
Ідея про існування сензарської мови критикується офіційними істориками та лінгвістами, адже немає ніяких матеріальних чи документальних доказів існування цієї мови. Термін «сензарська мова» не був відомий до кінця XIX століття, поки його не використала Блаватська.